# Friedrich Kallmeyer
Christian Friedrich Kallmeyer (* 20. August 1804 in Benneckenstein; † 25. Mai 1868 in Dresden) war ein deutscher Maler.

## Leben und Werk

### Jugend und Ausbildung
Kallmeyer wurde im  Harz als Sohn eines Bergmanns geboren und besuchte das Lyceum in Wernigerode von 1818 bis 1821. Von dort ging er nach Breslau und arbeitete im Atelier von Johann Heinrich Christoph König. Hier stellte er 1822 ein Ecce Homo auf der 5. Kunstausstellung der Schlesischen Vaterländischen Gesellschaft aus.
1823 ging Kallmeyer nach Dresden, wo er in Kreisen junger Künstler wie Ernst Rietschel, Julius Thaeter, Heinrich Wilhelm Georg, Carl Julius Milde und Anton Wilhelm Schilde verkehrte. Im Januar 1824 wurde er in die Dresdner Akademie aufgenommen. In dieser Zeit widmete er sich dem üblichen Ausbildungsprogramm der Akademie, welches in der Fertigung von Kopien nach Klassikern der Dresdner Gemäldegalerie gipfelte. Zu seinen Auftraggebern gehörte Bernhard von Lindenau.

### Arbeit an der Dresdner Gemäldegalerie
Nach Abschluss der Ausbildung arbeitete Kallmeyer ab September 1838 als Maler und Galerieschreiber an der Gemäldegalerie Dresden. 1854 wurde er an der genannten Galerie zum Unterinspektor befördert. Seine Karriere endete jedoch bereits zwei Jahre später. Finanzielle Unregelmäßigkeiten – möglicherweise, um einem in Not geratenen Freund zu helfen – führten zu Kallmeyers fristloser Entlassung.

### Familie
Am 9. November 1842 heiratete Kallmeyer die Tochter eines der Galerie verbundenen Tischlermeisters, Emilie Rietzschel. Das Ehepaar hatte fünf Kinder, darunter die Tochter Martha (geboren 1854), deren Aufzeichnungen aus den 1930er Jahren wesentliche Grundlage der bis heute erhaltenen biographischen Informationen sind.
Nach der Entlassung aus dem Dienst der Dresdner Galerie fand die Familie Aufnahme bei einem Bruder der Ehefrau in Aussig. Dort starb Emilie am 12. September 1859. Kallmeyer ging zurück nach Dresden zu seinen beiden noch lebenden Kindern Martha und Bruno. Dort starb er am 25. Mai 1868.

### Werk
Unter den bekannten Zeichnungen und Gemälden Kallmeyers sind vor allem Porträtdarstellungen hervorzuheben. Im Altarraum der St. Laurentiuskirche in seiner Geburtsstadt Benneckenstein ist ein Ölgemälde mit dem Bildnis des Pastors Möhle erhalten.
Das noch unvollständige Werkverzeichnis umfasst 8 Zeichnungen und 24 Ölgemälde Kallmeyers.